# 小海子水库 (图木舒克市)
小海子水库是位于新疆维吾尔自治区图木舒克市的一个水库，距离巴楚县城东南19公里。小海子为维吾尔语“硝库勒”的变音，意为“碱水坑”。是西北地区最大的平原水库。
水库属叶尔羌河下游水系，面积约150多平方公里，库容量约7亿立方米。
永安坝水库是它的调节水库，与前进水库等组成了新疆叶尔羌河中下游湿地自然保护区。管理上，小海子水库、永安坝水库、托克拉克水库同属农三师小海子水库管理处管理:57。